# Enzo Hilaire
Pour les articles homonymes, voir Hilaire.
Enzo Hilaire, né le 26 novembre 2008 à Versailles (Yvelines) est un chanteur français.
Après avoir participé en 2020 à la septième saison du télé-crochet The Voice Kids où il atteint la finale, il représente la France au concours Eurovision de la chanson junior 2021 à Boulogne-Billancourt avec sa chanson Tic Tac, se classant troisième.

## Biographie
Enzo naît le 26 novembre 2008 à Versailles dans les Yvelines. Son père est pilote de ligne et sa mère mère au foyer et il a un frère de 3 ans son aîné,. Il grandit à Macao durant les six premières années de sa vie avant que sa famille et lui ne s'installent à Hong Kong, où il vit depuis,.

## Carrière
Enzo commence le chant à l'âge de 6 ans et commence à prendre des cours de piano à 9 ans. Son père lui apprend la guitare et il crée en 2017 une chaîne YouTube  où il poste des vidéos covers de chant et de rap et surtout ses propres compositions,,.

### Saison 7 de The Voice Kids
Enzo prend part à la septième saison du télé-crochet The Voice Kids en 2020,. Lors des auditions à l'aveugle, il interprète la chanson Can't Hold Us de Ryan Lewis et Macklemore et fait se retourner deux coachs (Patrick Fiori et Soprano),. Enzo choisit Soprano comme coach pour la suite de l'émission. Lors des battles, il est opposé à Lola et Iliane et ils interprètent Empire State of Mind d'Alicia Keys et Jay-Z,. Il remporte la battle et se qualifie pour la demi-finale. En demi-finale, il interprète Lose Yourself d'Eminem et se qualifie pour la finale. Lors de la finale, il interprète la chanson Uncover de Zara Larsson mais il ne remporte pas la finale qui est remportée par Rébecca (équipe Patrick Fiori),,.

### Concours Eurovision de la chanson junior 2021

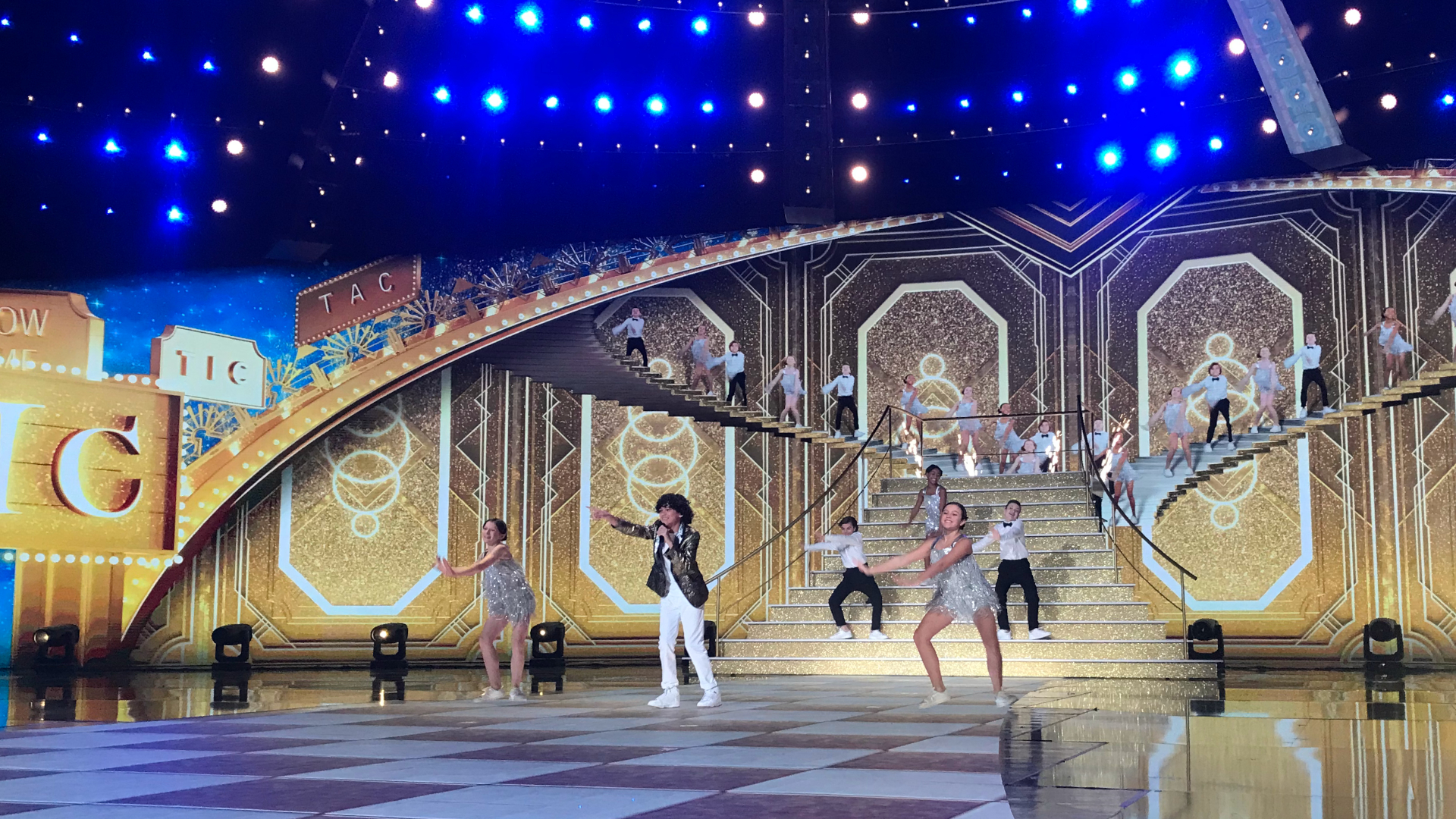
Enzo performant Tic Tac à la Seine musicale.

Le 21 octobre 2021, il est annoncé comme représentant de la France au Concours Eurovision de la chanson junior 2021 qui a lieu le 19 décembre 2021, à la Seine musicale. La chanson qu'il présente se nomme Tic Tac et est « une invitation à profiter de la vie et de l'instant présent ». Cette chanson qui oscille entre charleston vintage et pop contemporaine, a été écrite et composée par Alban Lico,, qui a notamment travaillé avec Vitaa et Slimane, Carla ou encore Valentina,. Lors du concours, il  se produit en 13e position dans l'ordre du passage. Il remporte le classement du jury et termine à la 3e position du classement final, derrière Maléna pour l'Arménie et Sara James (en) pour la Pologne,.

## Émissions télévisées
- 2020 : The Voice Kids (saison 7) — finaliste.
- 2021 : Concours Eurovision de la chanson junior — arrive 3e sur 19.
- 2023 : Concours Eurovision de la chanson junior - porte-parole
- 2023 :  Tout le monde veut prendre sa place — candidat
- 2024 : Dream Team : la relève des stars — gagnant (équipe M. Pokora)

## Discographie

### Singles
- 2021 : Tic Tac[24]
- 2021 : Shake Up Christmas
- 2023 : la vie en couleur
- 2024 : Company